# Neo Ranga
Neo Ranga (jap. 南海奇皇ネオランガ, Nankai Kio Neoranga) ist eine Anime-Fernsehserie von 1998.

## Handlung
Die drei Waisenschwestern Yūhi, Ushio und Minami Shimahara leben zusammen in einer Wohnung in Tokio. Dort werden sie von einem Boten aus dem Königreich einer fiktiven Insel im Südpazifik mit dem Namen Barō aufgesucht. Der Bote berichtet ihnen von ihrem Bruder, der in die dortige königliche Familie einheiratete. Da dieser nun verstorben ist, sind nun die drei jungen Frauen die rechtmäßigen Herrscherinnen des Königreichs. Aus diesem Grund beschützt sie nunmehr der Gott der Insel Neo Ranga, der sich, nachdem er auf der Insel erwacht ist, auf den Weg nach Tokio macht. Dort richtet er schwere Verwüstungen an, als ihn das Jieitai abwehren will.

## Veröffentlichung des Animes
Der Anime wurde 1998 vom Studio Pierrot produziert, Regie führte Jun Kamiya, das Drehbuch verfasste Shō Aikawa. Das Charakter-Design stammt von Hiroto Tanaka und künstlerischer Leiter war Yuji Ikeda. Die Serie wurde in Japan auf dem Sender WOWOW gemeinsam mit den Serien Mini-Göttinnen und Maico 2010 im Format Anime Complex ausgestrahlt. Die Ausstrahlung lief vom 6. April bis zum 28. September 1998.
In Italien erschien die Serie auf VHS-Kassetten, während die Serie in den USA durch den Lizenznehmer ADV Films veröffentlicht ab 2003 auf DVD erhältlich war. In Spanien wird die Serie derzeit auf dem Sender TVCi im Format des Spartenprogramms 3xl.net ausgestrahlt. Außerdem wurde die Serie auf Französisch übersetzt.

### Synchronisation
| Rolle            | Japanischer Synchronsprecher (Seiyū) |
| ---------------- | ------------------------------------ |
| Minami Shimabara | Yuko Sumitomo                        |
| Ushio Shimabara  | Yuko Miyamura                        |
| Yūhi Shimabara   | Eri Sendai                           |
| Joel             | Harunori Miyata                      |

### Musik
Die Musik der Serie wurde komponiert von Kuniaki Haishima. Die Vorspanntitel sind Kaze no Nemuru Shima von Miyamura Yuko, Sumitomo Yuko und Sendai Eri sowie Kami to Nare von Kuniaki Haishima. Als Abspannlieder verwendete man Prologue ~A City In The Sky von Ito Masaaki und Kawaki No Miwa Ni Te von Miyamura Yuko, Sumitomo Yuko und Sendai Eri.